# Mercury Falling
Albums de Sting
Demolition Man EP
(1993) Brand New Day
(1999)
Singles
1. I Was Brought to My Senses
Sortie : 2 septembre 1996
2. Let Your Soul Be Your Pilot
Sortie : 19 février 1996
3. You Still Touch Me
Sortie : avril 1996
4. I'm So Happy I Can't Stop Crying
Sortie : octobre 1996

Mercury Falling est le cinquième album studio de Sting sorti le 12 mars 1996 sous le label A&M Records. Produit par Sting en personne et Hugh Padgham, l'album mélange des tonalités qui se rapprochent davantage de la soul et de la country que ses prédécesseurs. Sting y est accompagné par Dominic Miller à la guitare (ainsi qu'à la composition), de Kenny Kirkland au clavier, de Vinnie Colaiuta à la batterie et de Branford Marsalis au saxophone. 
Mercury Falling a été un succès, qui a atteint le top 10 des ventes dans 18 pays du monde, mais pas autant que les précédents albums solo de Sting. Il a été certifié disque de platine au Royaume-Uni, au Canada et aux Etats-Unis. 
Quatre singles ont précédé la sortie de l'album : "Let Your Soul Be Your Pilot", "You Still Touch Me", "I Was Brought to My Senses" et "I'm So Happy I Can't Stop Crying". 

## Liste des titres
Toutes les chansons sont écrites et composées par Sting, sauf indication contraire.
| 1.  | The Hounds of Winter                                                           |                       | 5:27 |
| 2.  | I Hung My Head                                                                 |                       | 4:40 |
| 3.  | Let Your Soul Be Your Pilot                                                    |                       | 6:41 |
| 4.  | I Was Brought to My Senses                                                     |                       | 5:48 |
| 5.  | You Still Touch Me                                                             |                       | 3:46 |
| 6.  | I'm So Happy I Can't Stop Crying                                               |                       | 3:56 |
| 7.  | All Four Seasons                                                               |                       | 4:28 |
| 8.  | Twenty Five to Midnight (exclue de l'album sorti au Canada et aux États-Unis)) |                       | 4:09 |
| 9.  | La Belle Dame Sans Regrets                                                     | Sting, Dominic Miller | 5:17 |
| 10. | Valparaiso                                                                     |                       | 5:27 |
| 11. | Lithium Sunset                                                                 |                       | 2:38 |

## Musiciens
- Le groupe :
- Sting : voix, basse
- Dominic Miller : guitares
- Kenny Kirkland : claviers
- Vinnie Colaiuta : batterie

- Musiciens additionnels :
- Branford Marsalis : saxophone
- Andrew Love : saxophone
- B.J. Cole : guitare pedal steel
- Gerry Richardson : orgue Hammond sur Let Your Soul Be Your Pilot
- Tony Walters, Lance Ellington, Shirley Lewis : chœurs
- East London Gospel : chœurs
- Kathryn Tickell : Northumbrian smallpipes, violon
- Wayne Jackson : trompette